# Bernd Frick (Fußballspieler)
Bernd Frick (* 20. März 1958) ist ein ehemaliger deutscher Fußballspieler.
Er spielte bereits in der Jugend für den VfB Stuttgart. Im Januar 1977 stieß er zur ersten Mannschaft des Vereins. Am 15. Januar 1977 bestritt er beim 7:2-Heimerfolg gegen den FK Pirmasens sein einziges Zweitligaspiel für die Schwaben. Nach dem Aufstieg in die Fußball-Bundesliga stand er in der Saison 1977/78 kein einziges Mal im Kader der Profimannschaft und spielte fortan für die Amateure des VfB. Von 2002 bis 2009 trainierte er in der Bezirksliga Stuttgart den SV Gablenberg. Aktuell ist er Trainer des A-Ligisten VfL Kaltental.

## Erfolge
- Meister der 2. Bundesliga Süd 1976/77